# Crvojeguljka
Crvojeguljka (lat. Chlopsis bicolor) riba je iz porodice Chlopsidae. Kod nas se još naziva i lažni ugor, falšet, dvobojni ugor. Zmijolikog je oblika, a glavna joj je karakteristika dvobojnost, gornji dio je tamnosmeđ, a donji dio izrazito bijel. Živi na muljevitom dnu, na dubinama od 80 do 365 m. Naraste do 42 cm duljine. Nalazimo ga na zapadnom Atlantiku, od juga Floride i Meksika do južnog dijela Brazila, na istočnom Atlantiku oko obala Maroka i Mauritanije, te na sjevernim obalama Mediterana.

## Poveznice
|  | Zajednički poslužitelj ima još gradiva o temi Crvojeguljka |
|  | Wikivrste imaju podatke o taksonu Crvojeguljka             |